# Eugen Laubacher
Eugen Laubacher  (1903 - 1999) fue un banquero suizo radicado en Zúrich y un gran colaborador de la revista trilingüe de temática homosexual Der Kreis-Le Cercle-The Circle. Empezando en 1942 y hasta 1967, fue autor contribuyente ocasional y editor ejecutivo de la sección francesa de la publicación.
En su capacidad de personaje del movimiento homófilo, era conocido por su seudónimo, Charles Welti, aunque en ocasiones también usaba el seudónimo William Lucien Borgo. No se reveló su vida doble ni su identidad real hasta 1999, después de su muerte.